# 깨어난 괴물
《깨어난 괴물》(영어: Leviathan Wakes)은 제임스 S. A. 코리의 2011년 장편 SF소설로, 익스팬스 시리즈의 첫 번째 작품이다. 이후 《칼리반의 전쟁》(2012)과 《파멸의 문》(2013)으로 이어진다. 대한민국에는 아작에서 최용준 번역으로 출간되었다. 로커스상을 수상하고, 휴고상 최종후보에 올랐다.